# Pames

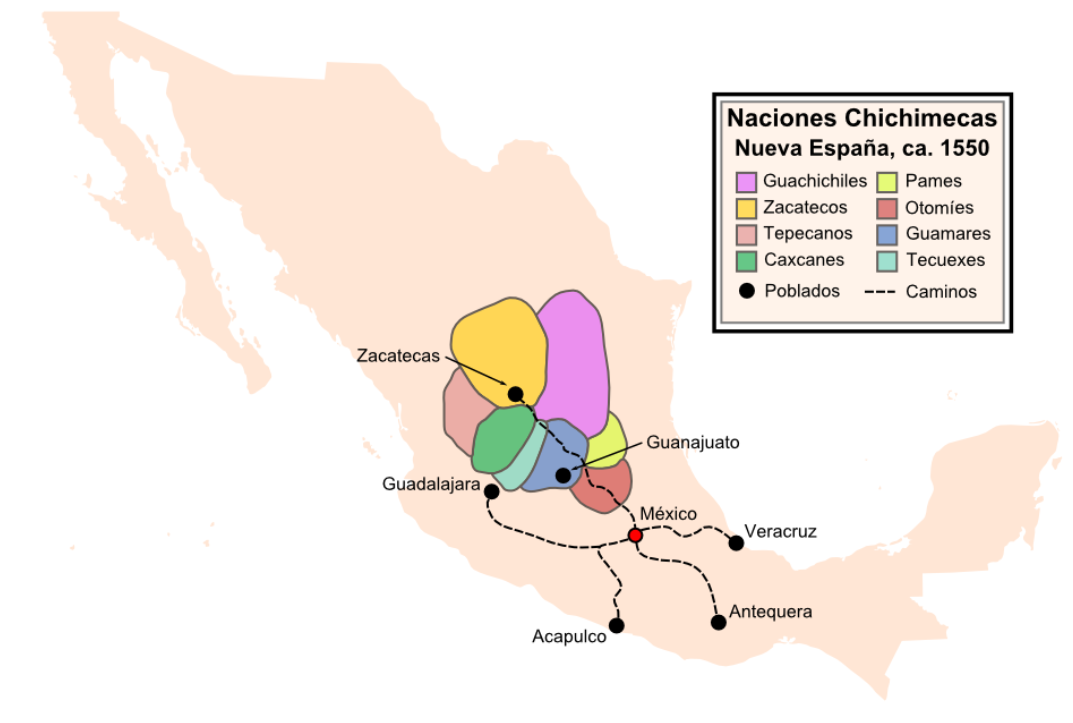
Mapa de les nacions txitximeques vers 1550.

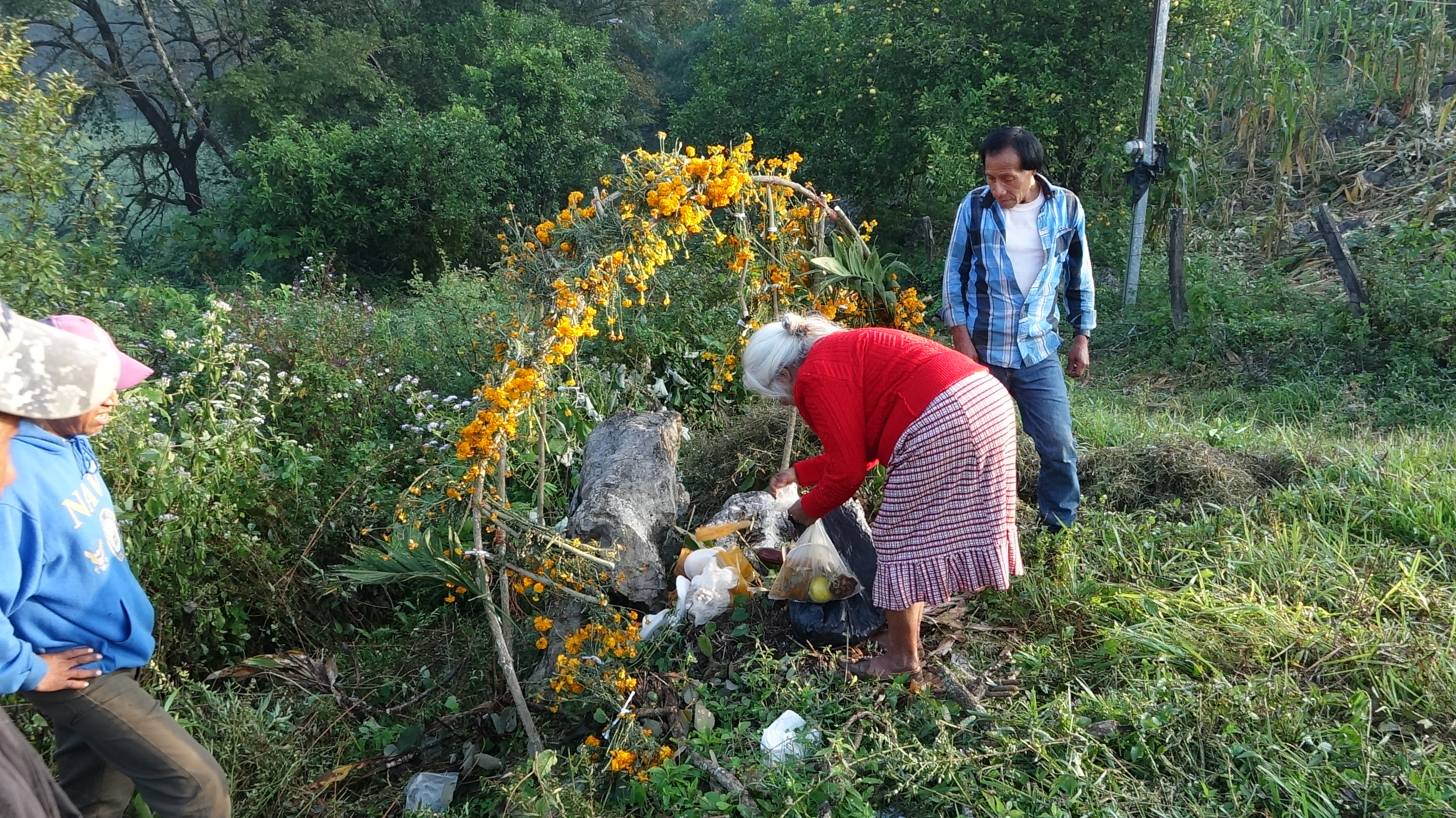
Altar Pame per a la festa dels morts.

Els pames són un grup indígena del centre de Mèxic que avui dia viu en l'estat de San Luis Potosí. Ells es fan anomenar Xiʔúi. Els pames parlaven el pame, una llengua otomang del grup otopame, que encara sobreviu actualment.

## Història
Els pames van intervenir en la Guerra txitximeca. A l'inici del conflicte van ser descrits com els més pacífics de totes les "nacions" conegudes sota el nom genèric de txitximeques. Habitaven en les localitats d'Acámbaro, Orirapúndaro, Ucareo, Tulimán, San Pedro, Parrón, Sinquía, Sichú, Izmiquilpan i Meztitlán. Van compartir territori a l'oest amb els guachichil i guamáres, així com amb els otomís a Jilotepec i amb els purépecha a Michoacán.
En la dècada de 1570, les seves activitats van ser més hostils, doncs es van reportar segrestos i assassinats a espanyols. Bàsicament eren nòmades, la seva cultura religiosa era semblant a la dels otomís, per això, se'ls considerava més avançats que els guamares, guachichils i zacateca.
Juníper Serra va aprendre el pame i va traduir a aquesta llengua el catecisme.

## Actualitat
Actualment hi ha uns 12.000 pames que viuen a la zona mitjana de San Luis Potosí, a més d'uns 600 que es troben en el nord de l'estat de Querétaro. Viuen d'una agricultura de subsistència.
| «                        | A San Luis Potosí els PAMES habitaven principalment l'antic municipi de SAN FRANCISCO DE LA PALMA, del que es van desprendre els actuals municipis de Tamasopo i Santa Catarina, que realment a la data són els únics que tenen habitant *pame purs, en altres municipis potosins com a Ciutat del Máiz, Cárdenas, Rayón i Lagunillas ja es van barrejar amb els mestissos, tal vegada quedi un que un altre en el municipi de *Alaquines. El seu nom és XI´OÍ, però es pronuncia SHIHUÍ. Fins al 2005 hi havia aproximadament 10,000 pames, majors de 15 anys que parlen solament el seu idioma, segons l'INEGI. | » |
| — Fernando Chavira López | |   |